# Boldo-baiano
O boldo-baiano, assa-peixe, caferana ou alumã (Vernonia condensata) é uma planta da família Asteraceae, das mais cultivadas em jardins e hortas brasileiros. A sua origem é africana, tendo sido trazido com os escravizados desde a época colonial.
É considerado como folha sagrada, abô, associado aos orixás ogum e oxalá, nas  sobrevivências da cultura africana no Brasil que constituem a etnomedicina e candomblés jeje-nagôs com o nome de alumã, àlùmón, éwúró, nos rituais de iniciação, àgbó, banhos de purificação e sacudimentos.
As suas folhas são utilizadas pela medicina popular sob a forma de chás ou sucos, no tratamento da azia, da indisposição gástrica, no controle da gastrite, contra a ressaca e como um tônico amargo, estimulante da digestão e do apetite.
Pode produzir irritação da mucosa do estômago, se utilizado em doses elevadas.
A planta tem varios nomes nos diferentes estados do Brasil:
- Pernambuco: alumã, boldo-chinês, boldo-japonês.
- Bahia: alomã, alumã, lumã (diferenciar sinonímia de nome popular da Labiatae C. barbatus também conhecida como boldo de jardim, boldo-paulista, boldo-brasileiro, boldo-japonês.
- Ceará: alcachofra.
- São Paulo: boldo-baiano, árvore-do-pinguço.
- Mato Grosso do Sul: caferana (embora em outras partes do Brasil o nome 'caferana' se refira a outra planta: Tachia guianensis).
- Minas Gerais: boldo-goiano.
- Rio de Janeiro e Espírito Santo: assa-peixe.
- Rio Grande do Sul(Batuque): orô.